# Lyssa menoetius
Espèce
Synonymes
- Nyctalemon menoetius Hopffer, 1856

Lyssa menoetius est un insecte lépidoptère, de la famille des Uraniidae, de la sous-famille des Uraniinae et du genre Lyssa.

## Dénomination
Lyssa menoetius a été décrit par Carl Heinrich Hopffer en 1856 sous le nom initial de Nyctalemon menoetius.
Synonymes : Nyctalemon hector Walker, 1856; Nyctalemon longicaudus Schaufuss, 1870.

### Sous-espèces
- Lyssa menoetius adspersus (Regteren Altena, 1953)
- Lyssa menoetius celebensis (Regteren Altena, 1953)[1].

### Noms vernaculaires
Lyssa menoetius se nomme Giant Uranid Moth en anglais.

## Description
Lyssa menoetius est un grand papillon avec aux ailes postérieures plusieurs queues dont une grande, de couleur ocre beige aux ailes rayées d'une bande blanche allant du milieu du bord costal au bord interne.

### Chenille
Sa chenille présente une tête orange et un corps noir orné de fins anneaux blancs.

## Biologie

### Plantes hôtes
Les plantes hôtes de sa chenille sont des lianes du genre Omphalea, Omphalea bracteata et Omphalea sargentii.

## Écologie et distribution
Lyssa menoetius est présent aux Philippines, à Bornéo et au Sulawesi.

### Biotope
Il réside dans la forêt à faible altitude.

### Protection
Pas de statut de protection particulier.